# Chicago XXXVI: Now
Chicago XXXVI: Now is een studioalbum van Chicago. Het is het eerste album van die muziekgroep met nieuwe muziek sinds hun album Chicago XXX. Tussendoor verschenen allerlei historische opnamen en liveopnamen. Chicago hanteerde bij de opnamen een eigen opnamesysteem. Elke componist produceerde zijn eigen liedje(s), Hank Linderman was meer een coördinerend muziekproducent. De meeste liedjes werden geschreven op hotelkamers, Chicago speelt meer live dan dat ze platen opnemen.
Het laatste album van Chicago dat de Album Top 100 bereikte bleef Twenty 1 uit 1991.

## Musici
- Robert Lamm – toetsinstrumenten, zang, arrangementen
- Walter Parazaider – altsaxofoon (tracks 7, 8)
- Lee Loughnane – trompet (2, 9, 10, 11) en flugelhorn (3, 4,6, 7, 8, 10), zang, achtergrondzang, arrangementen
- James Pankow – trombone (2, 5, 6, 7, 8, 10, 11) en arrangementen
- Jason Scheff – basgitaar (2-11), synthesizerbas (4), toetsen (4) zang, achtergrondzang, gitaar (6), piano (6), arrangementen
- Keith Howland – gotaar, achtergrondzang, Rhodes piano (9), arrangementen
- Tris Imboden – slagwerk (2-11)
- Lou Pardini – toetsinstrumenten (3,9), zang en orgel (9)
- Walfredo Reyes jr. – percussie (2, 3,5, 8, 9, 11)

Met Phillippe Saisse (toetsen, 1), Verdine White (bas, 1), Dorian Crozier (drums, 1), David Williams (drums, 1), Michael O’Neil (gitaar, 1), Luis Conte (percussie, 1, 6), Harry Kim (trompet, flugelhorn, arrangement, 1), Daniel Fornere (trompet, flugelhorn,1), Arturo Velasco (trombone, 1), George Shelby (tenorsaxofoon, 1), Schiela Gonzalez (baritonsaxofoon, tenorsaxofoon, 1), Hank Linderman (gitaar, 2, achtergrondzang, 10), Ray Herrmann (saxofoons 2, 5, 9), Trent Gardner (arrangement 3, 5, 10, trombone en synthesizer, 5), Larry Klimas (saxofoon 3, 4, 11), Nick Lane (trombone 3,4, arrangementen 2, 4, 7, 8, 11), Steve Lu (synthesizer 6), Tim Pierce (gitaar 6), Jeff Babko (arrengement 9), John McFee (fiddle, 10), John Van Eps (programmeerwer, synthesizer, aarangement 11).

## Muziek
| Nr. | Titel                                               | Duur |
| --- | --------------------------------------------------- | ---- |
| 1.  | Now (Scheff, Greg Barnhill)                         | 5:03 |
| 2.  | More will be revealed (Lamm, Phil Galdton)          | 5:11 |
| 3.  | America (Loughnane)                                 | 4:04 |
| 4.  | Crazy happy (Scheff, Lamm)                          | 5:02 |
| 5.  | Free at last (Howland, Imboden, lamm)               | 5:13 |
| 6.  | Love lives on (Barnhill, Scheff, Pankow)            | 5:21 |
| 7.  | Something’s coming, I konw (Gerry Beckley, Lamm)    | 3:48 |
| 8.  | Watching all the colors (Lamm, Pardini)             | 4:15 |
| 9.  | Nice girl (Howland, Scheff, Imboden)                | 4:02 |
| 10. | Naked in the garden of allah (Lamm, Hank Linderman) | 4:24 |
| 11. | Another Trippy day (John Van Eps, lamm)             | 4:04 |